# Зелена Буковина (видавництво)
«Зелена Буковина» —  видавництво, засноване  у  Чернівцях 1994 року Андрієм Квасецьким (головний редактор). Активно діяло до 2014 року. Окремі видання виходили до 2020 року.  

## Назва
Назва «Зелена Буковина» пов’язана з давніми історичними найменуваннями Буковинського краю – «Зелена Русь», «Зелена Буковина». Вона відображала краєзнавче та екологічне спрямування  видавництва та  однойменного журналу.
Автор видавничого знаку «Зеленої Буковини» – художник Орест Криворучко.

## Діяльність
Видавництво спеціалізувалося на виданні наукових і науково-популярних  творів з історії, краєзнавства, екології, художній літературі.
Перші історико-краєзнавчі видання «Зеленої Буковини» - «Буковина. Історичний нарис» (1998), «Населення Буковини» (2000) - викликали схвальну оцінку краєзнавців і науковців Буковини. Це стало поштовхом до заснування  «Історичної бібліотека «Зеленої Буковини».
У цій серії опубліковано  твори «Буковиньска Русь» Степана Смаль-Стоцького, «Буковина. Її минуле й сучасне»  Григорія Піддубного, а також німецько-українські видання  «Буковина. Загальне краєзнавство» (2004), «Історія Чернівців» Раймунда Фрідріха Кайндля (2006), «Русини на Буковині» Раймунда Фрідріха Кайндля та Олександра Манастирського (2007) та ін. (перекладачі – Василь Іванюк, Ф. Андрієць, Андрій Квасецький; наукові редактори – Василь Ботушанський, Олександр  Масан, Михайло Чучко). Знаковим виданням стала колективна монографія «Чернівці. історія і сучасність», видана з нагоди 600-річчя першої письмової згадки про столицюБуковинського краю (автори Сергій Пивоваров, Олександр Масан,   Василь Ботушанський, Олександр Добржанський та ін.) .
Репрезентантами природничого краєзнавства стали праці «Буковина для всіх» і «Карст і печери Буковини» Віталія Коржика, «Заповідна Буковина» і «Довкілля Буковини»  Володимира Сівака і Володимира Солодкого,  колективні монографії «Національний природний парк «Вижницький», «Карпатська Конвенція і розвиток заповідної справи на Буковині» та ін., .
Важливою подією регіонального  і всеукраїнського книжкового ринку став вихід  Збірник законодавчих актів України про охорону навколишнього природничого середовища (головні упорядники Павло Цицима і Микола Шупеня). У ньому вперше в Україні було систематизовано основні законодавчі та нормативні акти з питань охорони довкілля, екологічної та ядерної безпеки держави.  Протягом 1996-2004 років Збірник був періодичним виданням «Зеленої Буковини». Побачило світ 11 томів.
У 2004 році «Зелена Буковина» розпочала друк своїх видань на власній поліграфічній дільниці, що допомогло суттєво наростити обсяги випуску книжкової продукції. 
Загалом під маркою «Зелена Буковина» побачило світ понад 600 книжкових видань. 

## Виставки і конкурси
Видавництво нагороджене дипломом Чернівецької обласної державної адміністрації за перемогу в обласному конкурсі «Краща книга 2004 року» в номінації «історико-краєзнавча література» — за книгу «Буковина. Загальне краєзнавство». У наступні роки таке ж визнання здобули  «Історія Чернівців» Раймунда Фрідріха Кайндля (2005), «Національна книга пам’яті жертв голодоморів 1932-1933, 1946-1947 років в Україні. Чернівецька область» (2008), колективна монографія «Чернівці. Історія і сучасність» (2009) та деякі ін.
Дипломами відзначена участь «Зеленої Буковини» у виставці-ярмарку «Книжковий сад – 2004» (м. Київ), у формуванні Національного стенда України на Франкфуртській міжнародній книжковій виставці у Німеччині (2007). У вересні 2016 року в рамках заходів 23 форуму видавців у Львові відбулася презентація краєзнавчих видань «Зеленої Буковини» в Науковій бібліотеці Львівського національного університету імені Івана Франка. Значна кількість книжкових видань «Зеленої Буковини» поповнили фонди бібліотеки.